# 1re brigade indépendante de parachutistes (Pologne)
Pour les articles homonymes, voir 1re brigade.

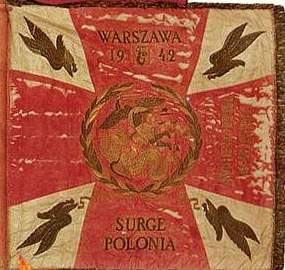
Étendard de la brigade parachutiste polonaise

La 1re brigade indépendante de parachutistes polonaise (en polonais 1 Samodzielna Brygada Spadochronowa) était une unité de l'Armée polonaise de l'Ouest, constituée en Écosse en septembre 1941 et la première unité de parachutistes dans l’histoire des forces armées polonaises.

## Histoire et opérations
Elle était initialement placée sous le commandement exclusif du gouvernement polonais en exil. En effet, son objectif était uniquement de mener des opérations sur la Pologne occupée. D’où le cri de guerre de la brigade : « Par le chemin le plus court ! ». Le gouvernement en exil avait notamment pour projet d’envoyer cette force sur le terrain en cas d’insurrection générale en Pologne.

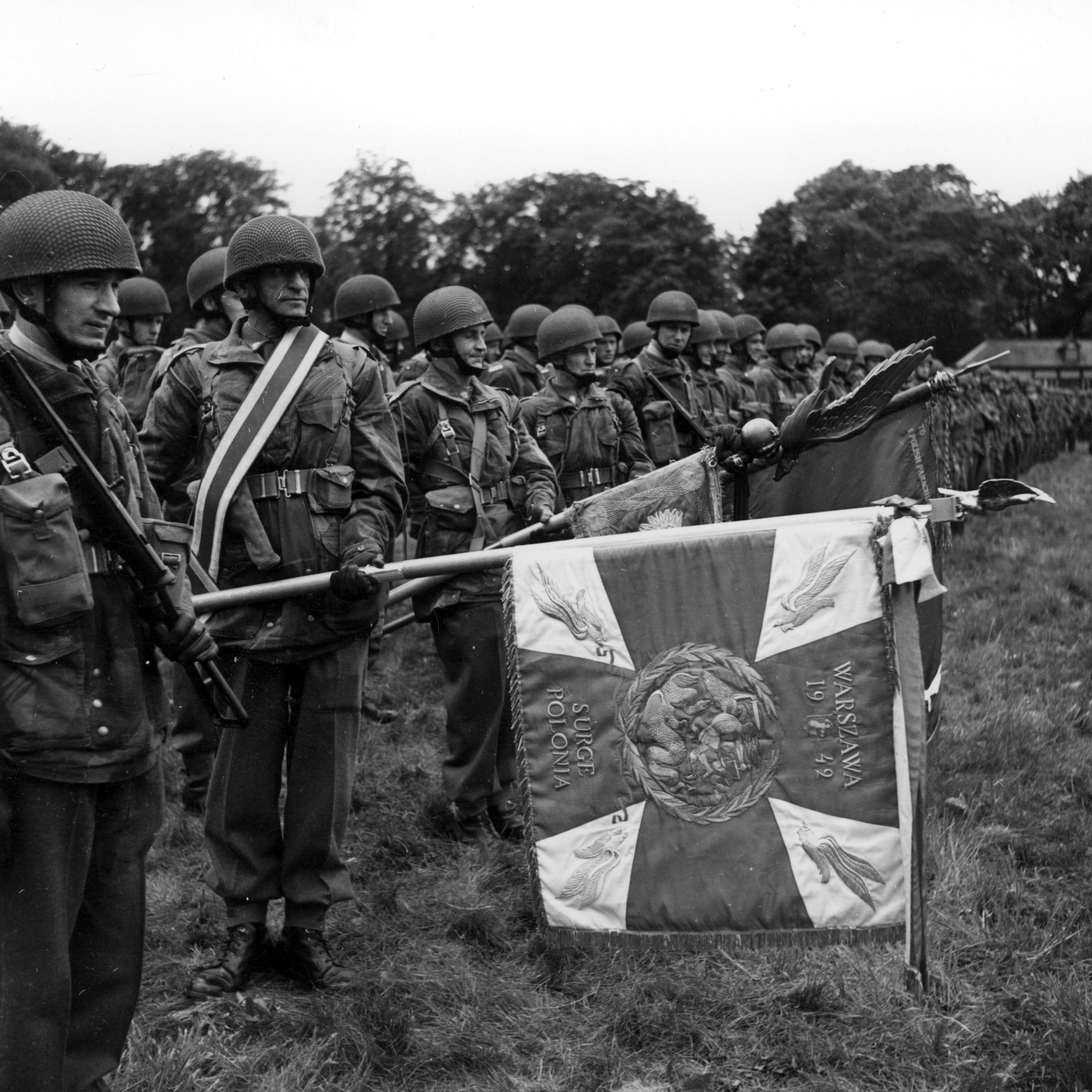
Remise du drapeau le 15 juin 1944 à Cupar, en Écosse.

En fait, cette unité ne fut jamais employée dans cette optique et elle passa sous le commandement opérationnel britannique dès le 10 août 1944. À compter de ce jour, elle est affectée à la 1st Allied Airborne Army et transférée dans le Lincolnshire, près de la base de la RAF de Spitalgate (Grantham) où elle s’entraîna et, finalement, partit pour le Continent après le Jour J.
Elle fut placée sous le commandement du colonel (promu ensuite général de brigade) Stanisław Sosabowski.
Elle fut notamment engagée en septembre 1944 dans l’opération Market Garden où elle subit des pertes sévères en raison d’un défaut de préparation et de commandement de cette opération.
Elle était composée de trois bataillons de parachutistes et d’un certain nombre d’unités de soutien (notamment une batterie antichar et une batterie d’artillerie légère).
C'est au sein de cette unité qu'étaient recrutés les Cichociemni (agents du Service des opérations spéciales), destinés à être parachutés sur le Continent après formation par le SOE et entrainement à l'école de parachutisme de la brigade à Largo (en) (Écosse).
L'école de parachutisme de la brigade forma, outre les Polonais, 522 membres des forces alliées :
- 276 Français (de l'infanterie de l'air[2] - futurs SAS[3], agents du BCRA et de la section F du SOE)

- 168 Britanniques

- 69 Belges

- 4 Néerlandais

- 3 Américains

- 2 Tchèques

En 1945, la brigade fut rattachée, avec la 1re DB polonaise, au Premier corps polonais avec lequel elle mena des opérations d’occupation en Allemagne du Nord jusqu’à sa dissolution en juin 1947.
La brigade ne fut pas invitée à participer au défilé de la Victoire des Alliés à Londres le 8 juin 1946.

## Sources et références
Cette ébauche est inspirée de l’article équivalent de Wikipédia en anglais.
Les dossiers militaires du personnel de la Brigade sont conservés dans les Archives militaires britanniques, à la base RAF Northolt :
- APC Polish Enquiries, Building 28B, RAF Northolt, West End Road, Ruislip

Middlesex HA4 6NG Royaume-Uni
- Jean Bouchery, Les alliés sous l'uniforme anglais, Paris, Histoire & Collections, coll. « Uniformes & équipements », 2012, 144 p. (ISBN 978-2-352-50190-9), p. 116
- (en)http://www.89fss.com/polish.htm

1. ↑    - (en) http://www.eastneukwide.co.uk/tourist/upper-largo.html
2. ↑  dont Roger de La Grandière, Compagnon de la Libération
3. ↑  Jean Bouchery 2012, p. 72.
4. ↑  version du février 2011 et après
5. ↑   ancienne base de la 303e escadrille de chasse polonaise